# Drapelul Suediei

Steagul Suediei (Raport 5:8)

Pe steagul Suediei se află culorile stemei Suediei din secolul al XIV-lea - trei coroane de aur pe fundal albastru - stilizate în forma crucii scandinave.
Aceeași cruce se regăsește și pe steagurile danez, norvegian, finlandez și islandez.
Steagul a apărut cu crucea scandinavă în secolul al XVI-lea, în timpul domniei lui Gustav I al Suediei.
Adoptarea definitivă s-a petrecut la un an după separarea Suediei de Norvegia în 1905.
Începând din 1916, 6 iunie a fost sărbătorită ca Ziua Drapelului Suediei. În 1983, această zi a fost declarată și Ziua națională a Suediei. Această zi a fost aleasă din două motive: La 6 iunie 1523, Gustaf Vasa a fost ales rege al Suediei, marcând începutul Suediei ca stat independent, iar în aceeași zi, în 1809, Suedia a adoptat o nouă constituție care a extins drepturile cetățenilor și le-a acordat o libertate considerabilă.